# Baie Novik
La baie Novik (en russe : бухта Новик) est une profonde baie de l'île Rousski en Russie dans le kraï du Primorie.
Longue d'environ 12 km pour 1,5 km de large maximum à son entrée, elle ouvre sur la baie de l'Amour au nord-ouest de l'île Rousski et coupe presque entièrement celle-ci en deux. La péninsule Sapiorny qui borde la baie à l'est n'est rattachée au reste de l'île que par une bande de terre d'environ 1,4 km située au sud-est de celle-ci.